# Eubranchipus intricatus
Eubranchipus intricatus är en kräftdjursart som beskrevs av Hartland-Rowe 1967. Eubranchipus intricatus ingår i släktet Eubranchipus och familjen Chirocephalidae. Inga underarter finns listade i Catalogue of Life.